# Щуче (Ертильський район)
Щуче (рос. Щучье) — село у Ертильському районі Воронезької області Російської Федерації.
Населення становить 1306 осіб (2010). Входить до складу муніципального утворення Щучинське сільське поселення.

## Історія
Від 1938 року належить до Ертильського району.
Згідно із законом від 15 жовтня 2004 року входить до складу муніципального утворення Щучинське сільське поселення.

## Населення
| 1959 | 2000  | 2002  | 2010  |
| ---- | ----- | ----- | ----- |
| 2790 | ↘1648 | ↘1590 | ↘1306 |